# 발레리 트리에르바일레르

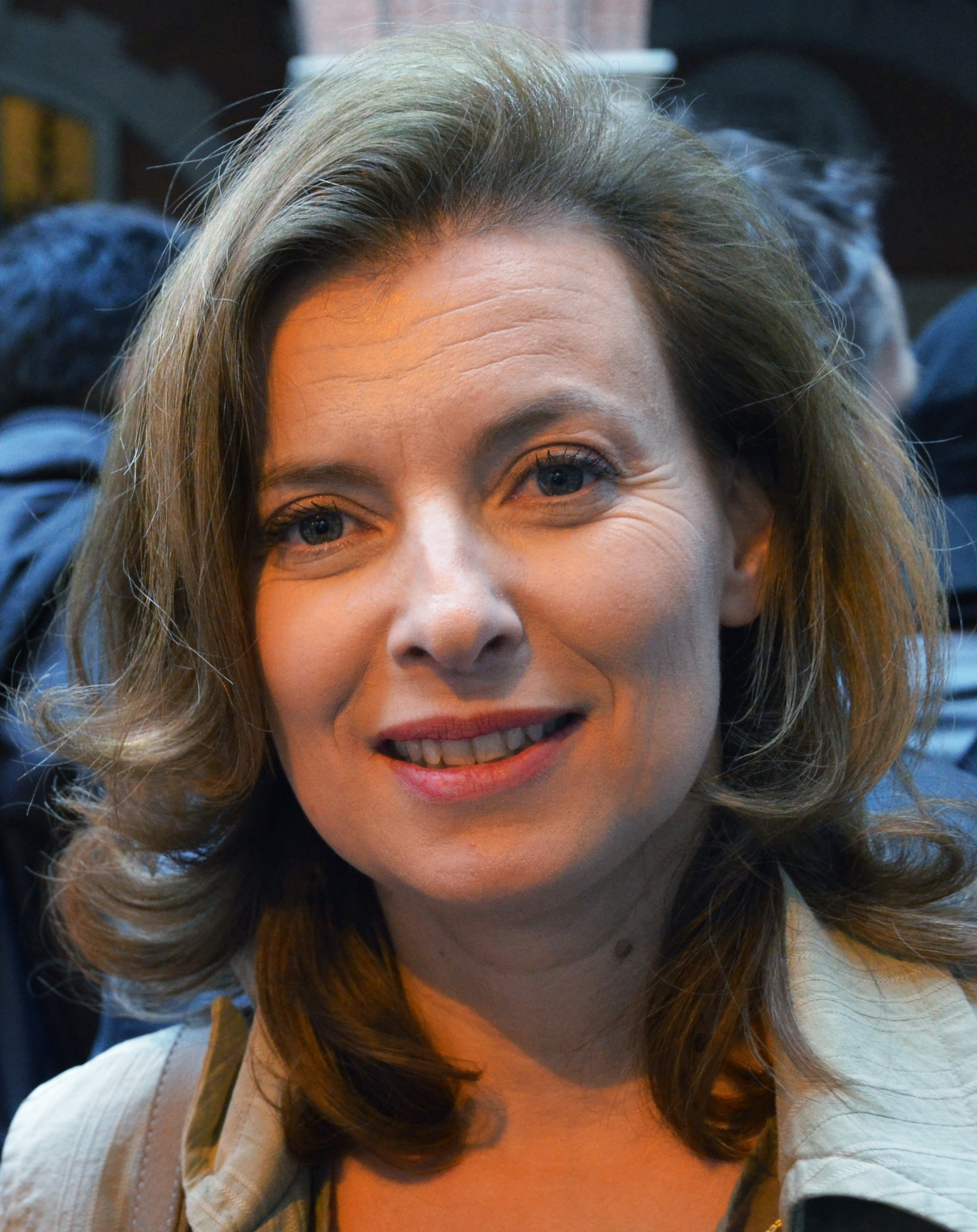
발레리 트리에르바일레르

발레리 트리에르바일레르(프랑스어: Valérie Trierweiler [valeʁi tʁiɛʁvɛlɛːʁ], 1965년 2월 16일 ~ )는 프랑스의 방송 기자이다. 프랑스 주간지 파리마치에서 20년 동안 정치부 기자로 근무하고 있으며 최근에는 프랑스의 케이블방송에서 자신의 이름을 건 정치 프로그램을 맡아 진행하고 있다.

## 프랑수아 올랑드와의 관계
2007년부터 2014년까지 프랑스 대통령 프랑수아 올랑드와 연인 관계를 유지하였다. 프랑스 대선운동 기간에 트리에르바일레르는 전 남편과의 사이에서 낳은 자녀들을 부양하기 위해 계속 일을 할 것이며 정부로부터 월급을 받지 않을 것이라고 공언한 바 있다. 영국 일간 가디언은 발레리 트리에르바일레르가 프랑수아 올랑드 대통령 당선 이후에도 방송기자직을 유지할 예정이라고 올랑드의 당선이 확정된 2012년 5월 6일 보도했다. 프랑스에서 처음으로 결혼을 하지 않은 상태를 유지하면서 자신이 다니던 직장에도 계속 출퇴근하며 월급을 받는 퍼스트 레이디가 탄생한 것이다. 한편 올랑드가 당선된 직후 본인의 트위터에 "프랑스의 새 대통령과 동반자인 것이 자랑스러울 뿐이며, 프랑수아와 삶을 공유하는 것이 행복하다"는 내용의 글을 올리기도 했다.
그러나 2014년 1월 25일에 <아에프페>(AFP) 통신에 전화를 걸어 결별을 선언했으며, 때문에 더 이상 퍼스트 레이디가 아니며 현재까지는 프랑스 주간지인 파리마치에 정치부 기자직을 계속 유지할 계획이다.